# Región de Hardap

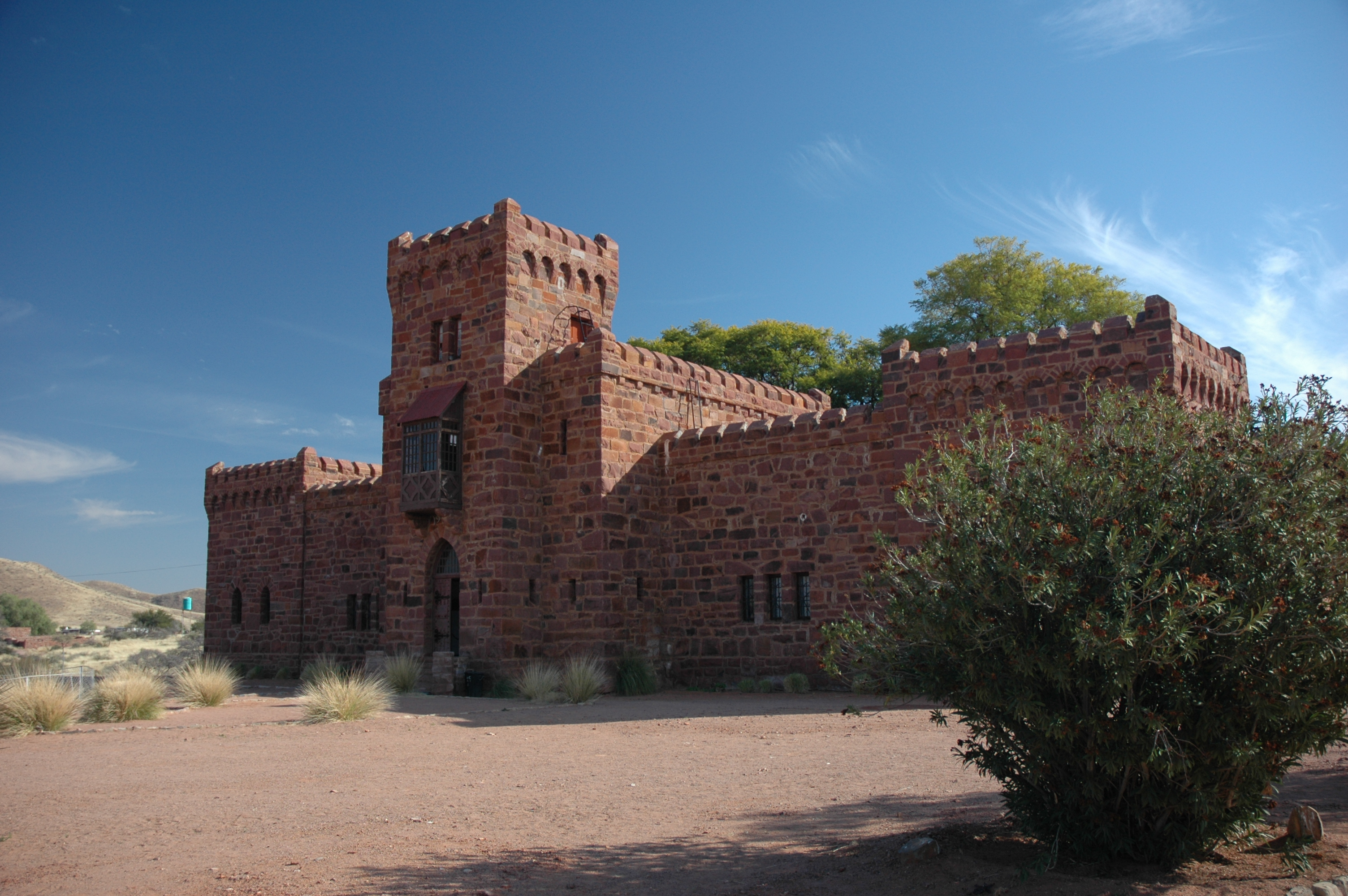
Castillo Duwisib

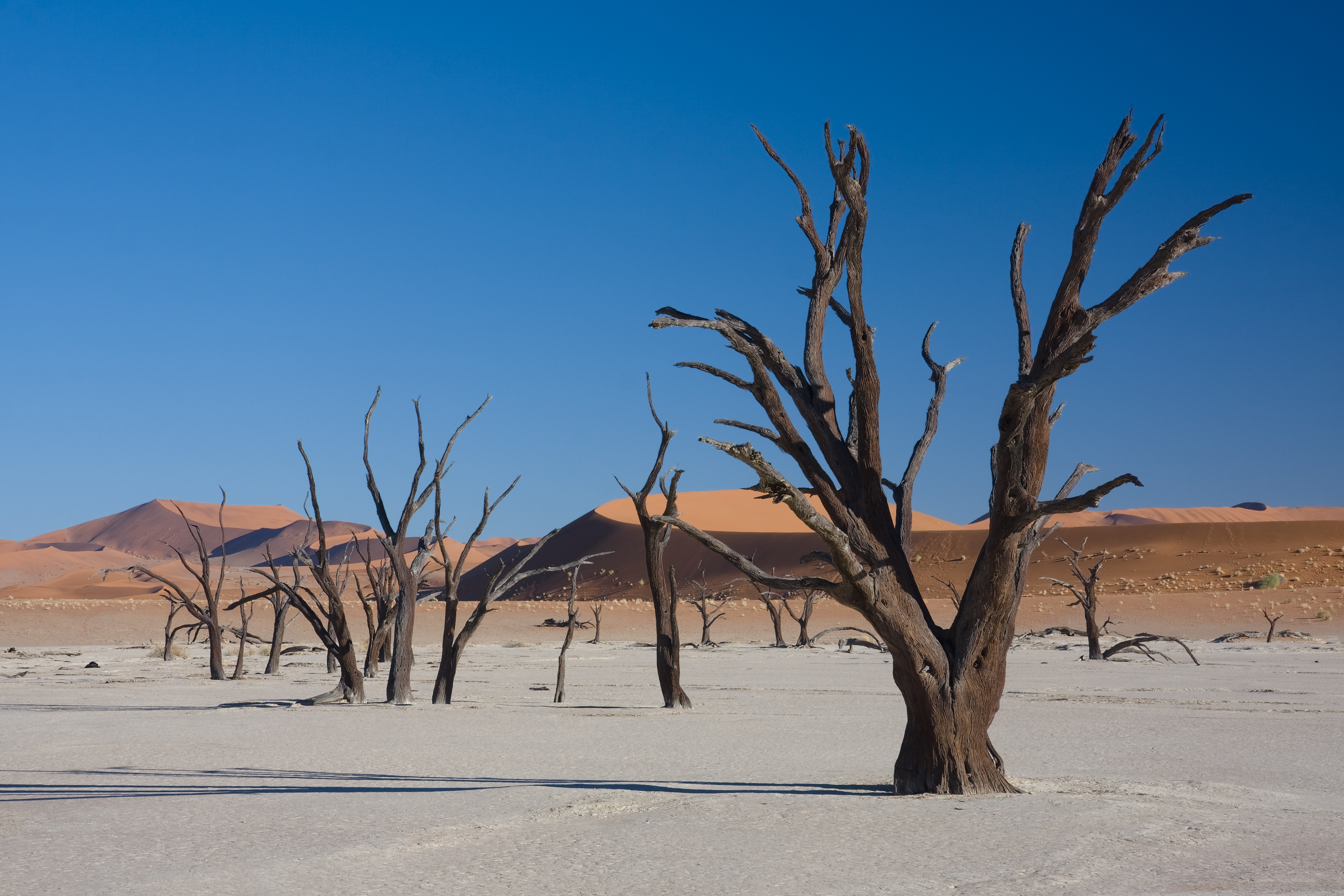
Dunas y salar cerca de Dead Vlei en Sossusvlei

Hardap es una región de Namibia. Según el censo de 2011, tiene una población de 79,507 habitantes.
Aquí está ubicada la represa de Hardap.
La región se estira por todo el ancho de Namibia, desde el océano Atlántico en el oeste a la frontera nacional de Namibia en el este. En el nordeste, limita con el distrito Kgalagadi de Botsuana, y en el sudeste limita con la provincia del Cabo del Norte, de Sudáfrica. En el país, limita con las siguientes regiones:
- Erongo - noroeste
- Khomas - norte central
- Omaheke - nordeste
- Karas - sur

La región es habitualmente conocida como el centro agrícola del área. Sin embargo, recientemente los granjeros se han visto enormemente afectados debido a la pandemia originada por el COVID-19. El Gobierno ha instrumentado programas de apoyo para intentar paliar la situación.

## Distritos electorales
La región comprende ocho distritos electorales: 
- Daweb
- Rehoboth Rural
- Rehoboth Urbano Oeste
- Rehoboth Urbano Este
- Gibeon
- Mariental Urbano
- Mariental Rural
- Aranos